# Danko Bošković
Danko Bošković (szerbül: Данко Бошковић; Neustadt a.d. Weinstraße, 1982. január 27. –) szerb származású német labdarúgó, a TuS Koblenz csatára. Rendelkezik montenegrói állampolgársággal is. Unokatestvére Dragan Bogavac, aki a jugoszláv és a montenegrói válogatottban is pályára lépett.